# رقابت رسمی
رقابت رسمی (به انگلیسی: Official Competition) یک فیلم سینمایی کمدی-درام اسپانیایی به کارگردانی گاستن دوپرات و ماریانو کوهن با بازی آنتونیو باندراس، پنه‌لوپه کروز و اسکار مارتینز است.
کمپانی آی‌اف‌سی فیلمز حقوق اکران فیلم را برای اکران در ایالات متحده خریداری کرده‌است.

## خلاصه داستان
داستان این فیلم دربارهٔ یک تاجر ثروتمند است که فیلمساز معروفی را استخدام می‌کند تا یک فیلم پرفروش و موفق بسازد.

## بازیگران
- آنتونیو باندراس در نقش فلیکس ریورو
- پنه‌لوپه کروز در نقش لولا کوواس
- اسکار مارتینس در نقش ایوان تورس
- پیلار کاسترو
- ایرنه اسکولار
- کارلوس هیپلیتیتو
- خوزه لوئیس گومز
- ناگور آرانبورو
- کولدو اولاباری
- مانولو سولو
- خوان گراندینتی[۴]

## تولید
فیلمبرداری اصلی در فوریه ۲۰۲۰ آغاز شد. در مارس ۲۰۲۰، تولید به دلیل همه‌گیری کووید ۱۹ متوقف شد. تصویربرداری اصلی در سپتامبر ۲۰۲۰ از سر گرفته شد و در اکتبر ۲۰۲۰ تمام شد.